# Metro Luminal
Metro Luminal — эстонская рок-группа, играющая в стиле пост-панк.

## История
Metro Luminal были основаны в Таллинне в 1988 году участниками группы Ükskõik Алланом Вайнолой, Райнером Янчисом и Майтом Вайком. Звучание ранних работ коллектива («Ainult Rottidele») базировалась на музыке, классифицируемой как инди-рок и новая волна. На пике популярности группы, который пришёлся на конец 1990-х годов («Sinus»), стилистика Metro Luminal сменилась на электронную, с элементами техно и биг-бита. С 1997 года место фронтмена группы занимает Райнер Янчис, сменивший первого лидера Аллана Вайнолу. Наиболее ярко развитие Metro Luminal заметно в сопоставлении депрессивного «Ainult…» (середина 1990-х) и практически танцевального «Coca Cola» (середина 2000-х).

## Состав
- Аллан Вайнола — вокал (1988—1997)
- Райнер Янчис — гитара (с 1988), вокал (с 1997)
- Андрес Вана — гитара, бас-гитара (1993—1996), гитара (с 2003)
- Калле Неттан — бас-гитара (с 1989)
- Кристо Раяссааре — ударные (с 1989)
- Танел Палиале — клавишные (с 2003)

## Дискография
Студийные альбомы
- «Ainult Rottidele» (1994)
- «Sinus» (1998)
- «Coca Cola» (2004)
- «Reboot» (2004)
- «Sassis» (2008)